# زمین‌لرزه ۱۹۵۳ ینیس–گونن
زمین‌لرزه ینیس-گونن  در تاریخ ۱۸ مارس ۱۹۵۳ میلادی، برابر با ‎۲۷ اسفند ۱۳۳۱، ساعت ۱۹:۰۶:۱۳ به زمان یوتی‌سی در ترکیه ، منطقه ینیس و گونن رخ داد. بزرگی آن ۷٫۲ در مقیاس Mw اعلام شده‌است. زمین‌لرزه به وقت محلی در روز چهارشنبه، ساعت ۲۱ روی داده و منطقه زمانی آن یوتی‌سی +۲ بوده‌است (با لحاظ تغییر ساعت تابستانی).
سازمان زمین‌شناسی آمریکا نیز جای این زمین‌لرزه را در مختصات ۴۰°۰۰′شمالی ۲۷°۳۰′شرقی / ۴۰°شمالی ۲۷٫۵°شرقی و بزرگی آنرا برابر با ۷٫۵ در مقیاس ریشتر اعلام کرده‌است.
شمار کشتگان زلزله حدود ۱۱۰۳ نفر بوده‌است.